# علام موسى
علام سعيد أنيس موسى (وُلد في 25 مارس 1966 في عرابة، جنين) مهندس فلسطيني، عمل وزيرًا للنقل والمواصلات بين عامي 2014 و2015، ووزيرًا للاتصالات وتكنولوجيا المعلومات بين عامي 2014 و2019. كما عمل نائبًا أكاديميًا لرئيس جامعة النجاح الوطنية، ومديرًا لمركز أبحاث الذكاء الاصطناعي والواقع الافتراضي في المراكز العلمية التابعة لجامعة النجاح الوطنية.

## النشأة والتحصيل العلمي
في 25 مارس 1966، وُلد علام سعيد أنيس موسى لأسرة من بلدة عرابة بمحافظة جنين شمال الضفة الغربية. تلقى تعليمه المدرسي في البلدة، ألتحق بجامعة شرق البحر المتوسط في قبرص الشمالية لدراسة هندسة الكهرباء والاتصالات حيث حصل منها على درجة البكالوريوس عام 1990 ودرجة الماجستير عام 1992 ودرجة الدكتوراه عام 1996.

## الحياة العملية
عمل مدرسًا في قسم الهندسة الإلكترونية في جامعة القدس وصار رئيسًا له في الفترة ما بين 1999- 2000، ثمَّ انتقل للعمل محاضرًا في قسم الهندسة الكهربائية في جامعة النجاح الوطنية، وصار أيضًا رئيسًا له في الفترة ما بين 2002-2009. عُيِّن نائبًا لرئيس الجامعة لشؤون التخطيط والتطوير والجودة عام 2009 وبقي حتى يونيو 2014.
في 2 يونيو 2014، أدى علام موسى اليمين الدستورية وزيرًا للاتصالات وتكنولوجيا المعلومات ووزيرًا للنقل والمواصلات، بقي وزيرًا للنقل والمواصلات حتى التعديل الوزاري الأول للحكومة السابعة عشرة في يوليو 2015. ووزيرًا للاتصالات وتكنولوجيا المعلومات حتى تسلم حكومة محمد اشتية أعمالها في 13 أبريل 2019.
في 3 فبراير 2018، شُكل مجلس إدارة المجلس الأعلى للإبداع والتميز للمرة الثانية، وعينه الرئيس محمود عباس عضوًا فيه حيث استمر حتى 1 أبريل 2024.